# 日本警察消防スポーツ連盟
日本警察消防スポーツ連盟（にほんけいさつしょうぼうスポーツれんめい）とは、世界警察消防競技大会連盟本部 （World Police and Fire Games Federation） WPFGFの日本支局であり、日本の警察官、消防官、海上保安官、刑務官その他の公安職につく者及び、その退職者に入会資格を限った日本のNGOスポーツ振興団体であり、社会貢献活動団体でもある。
1996年に「世界警察消防競技大会参加選手友の会」として創立され、2000年にWPFGFの公認団体となった。現在25支部を持つ。

## 支部
日本警察スポーツ協会
山形支部、茨城支部、千葉支部、東京支部、神奈川支部、愛知支部、滋賀支部、大阪支部、福岡支部
日本消防スポーツ協会
岩手支部、宮城支部、福島支部、群馬支部、埼玉支部、東京支部、神奈川支部、愛知支部、大阪支部、和歌山支部、岡山支部、高知支部、福岡支部、熊本支部、宮崎支部、CANADA特別支部

## 活動
世界警察消防競技大会
世界警察消防競技大会 （World Police and Fire Games） WPFGは、世界の公安職員及びその退職者による国際総合スポーツ大会である。 2年に1度開催され、出場者は大会ごと約1万人にも上り、国際オリンピック委員会（IOC）が主催するオリンピック夏季大会の規模に続く超大型スポーツ大会である。 日本警察消防スポーツ連盟はWPFGに出場する日本の公安職選手の様々な支援を行っている。 主たる支援として、WPFGではテロ等犯罪防止対策で出場選手等に警察手帳などの身分証明書＝IDカードの提示を義務付けているが、日本では公務外の使用が禁じられていることから、WPFGFの承認を受け、2003年から日本警察消防スポーツ連盟が大会認定IDカードの交付を行っている。 また公認日本選手団として公式ユニフォームを制定している。
国内競技会
「ステアーレース」（消防士及び、警察官などの公安職員が装備をまとい、高層建物の階段を駆け上がるレース）を主催する。
- 2007年（2007年度） 福岡タワー（福岡県）
- 2008年（2008年度） 東京タワー（東京都）
- 2009年（2009年度） 名古屋テレビ塔（愛知県）
- 2011年（2010年度） フェニックス・シーガイア・リゾート（宮崎県）
- 2011年（2011年度） 豊橋総合動植物公園のんほいパーク（愛知県）
- 2013年（2012年度） 東京タワー（東京都）
- 2014年（2013年度） TWIN21MIDタワー（大阪府）
- 2015年（2014年度） パークシティ武蔵小杉ミッドスカイタワー（神奈川県）
- 2016年（2015年度） フェニックス・シーガイア・リゾート（宮崎県）
- 2016年（2016年度） 豊橋総合動植物公園のんほいパーク（愛知県）
- 2018年（2017年度） 東京タワー（東京都）
- 2019年（2018年度） 川口総合文化センターリリア（埼玉県）

災害支援活動
国内の災害発生時に、発災地の社会福祉協議会や役所と協力し、早期の災害ボランティアセンターの設置（立ち上げ）を得意とする。
国内外の災害に対し、災害支援を行う。
国外においては、2001年9月のアメリカ同時多発テロ事件では、世界警察消防競技大会を通じ交流があったニューヨークの消防官から救助活動要請を受け、日本の各都市の消防官11名がプロボノ（プロフェッショナルボランティア）として被災地入りし、救助活動、消火活動を実施した。これにより同連盟はこの事件において実際に現地で救助活動を行った唯一のアメリカ国籍者以外のみで結成され組織となった。また、日本警察消防スポーツ連盟が集めた義援金、2001年に約50万円、2002年に300万円が贈られた。
国内においては、2004年10月の新潟県中越地震に12名の隊員を派遣、2007年7月の新潟県中越沖地震に4名の隊員を派遣、2011年3月の東日本大震災に239名の隊員を派遣、2013年10月の平成25年台風第26号に伴う伊豆大島被災地支援に10名の隊員を派遣、2014年8月の平成26年8月豪雨による広島市の土砂災害に伴う被災地支援に24名の隊員を派遣、2015年9月の常総市の鬼怒川防波堤決壊に伴う被災地支援に5名の隊員を派遣、2016年4月熊本地震に伴う被災地支援に隊員186名を派遣、2018年7月の西日本豪雨災害に伴う伴う被災地支援に隊員55名を派遣した。
2008年、日本警察消防スポーツ連盟宮崎支部が消防救助技術を自己研鑽・研修する組織として、「宮崎県消防救助ネットワーク」を立ち上げた。同ネットワークは、宮崎県下の消防職員で構成されている。 また、同ネットワークと同様、2020年7月九州豪雨災害（令和2年7月豪雨）では、新型コロナウイルスの感染防止対策の一環として、熊本県民のみに災害ボランティア活動が限定されたことから、日本警察消防スポーツ連盟熊本支部が中心となり、熊本県下の消防職員で構成する地域災害ボランティアチーム「Borderless Firefighter熊本」を立ち上げ、熊本県南部を中心に、人吉市などに隊員約200名を派遣している。
社会貢献活動
国内外において、防災、防犯、救急処置の啓蒙を目的として講習会や講演会に会員を派遣する。協働組織であるNPOハート・オブ・ゴールドと、カンボジア国内の孤児施設において、会員の消防官が消火器の取り扱い指導などを実施している。 また、協力団体JPR日本国際救急救助支援会がカンボジア軍と協働し設立した国立カンボジア消防学校にて技術指導の協力、防火服の提供などを行っている。
社会公益性の高いスポーツイベント等に、警備・救急・救護担当として現職隊員をボランティアとして派遣する。 2014年11月、第6回スペシャルオリンピックス日本ナショナルゲーム福岡大会では、皇室より高円宮妃、キャロライン・ケネディ元米国駐日大使が臨席する開会式を大会本部から危機管理本部要員として委嘱され、皇宮警察及び福岡県警と共に警備・救護を担当した。 2015年10月17日、同元米国駐日大使は、2001年9月11日に発生したアメリカ同時多発テロ事件にて、日本警察消防スポーツ連盟からレスキューチームが派遣されたことに言及し、その支援活動が、2011年3月11日に発生した東日本大震災の際、米国政府から米軍約3万人が派遣された3.11トモダチ作戦につながったと発言している。
その他の活動
日本警察消防スポーツ連盟及び福岡支部は、1999年、第８回世界警察消防競技スウェーデン大会に出場した際、ストックホルム国際会議場にて大会と同時開催されたSUPPLIERS TRAIDE EXHIBITION（7月19日～21日）に出席し、世界水準の消防救助技術であるロープレスキュー（日本国においては、2007年総務省消防庁内に専門委員会が発足するまでは、全国各消防本部にて「都市型救助」、「都市型レスキュー」などと呼称されていた）を学び、その技術を輸入した。 2005年、福岡市消防局内に日本初の都市型救助専門部隊一隊を正式に導入し、2007年、同連盟が主催したステアーレース福岡大会開催時、福岡市消防局は市民防災センターにて一般公開した。 その後、全国の各消防本部にロープレスキュー技術が拡大された。